# Fougasse
Pour les articles homonymes, voir Fougasse (homonymie).
La fougasse ou fougace , du latin panis focacius, est une spécialité culinaire traditionnelle de la cuisine provençale, pain provençal plat à croûte molle, à mie épaisse et moelleuse, réalisé à partir de farine de blé, de levure de boulanger, et d'huile d'olive, éventuellement agrémentée ou fourrée d'olives, d'oignons, d'anchois, de lardons, de fromage, de sauce tomate, de champignons, ou d'herbes de Provence. Également très populaire dans le Languedoc-Roussillon, elle est préparée avec de la pâte levée feuilletée et des grattons de canard. Elle peut être également sucrée et briochée dans les Alpes du Sud ou à Saint-Gilles-du-Gard, et fait partie des treize desserts de la tradition provençale.

## Histoire

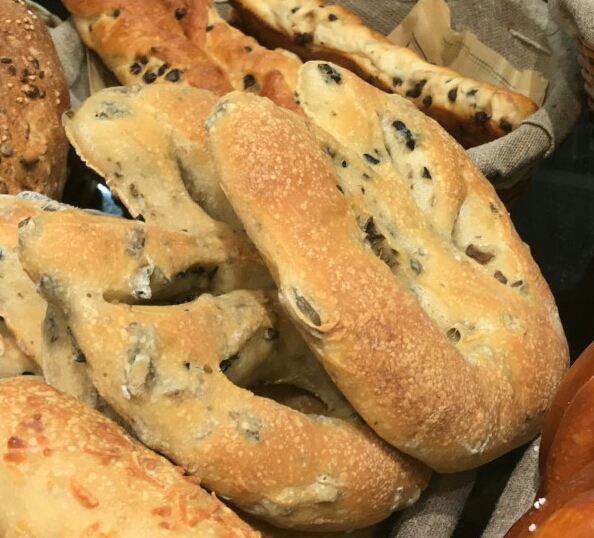
Fougasse aux olives.

Dans la Rome antique, un panis focacius est un pain plat cuit dans l'âtre, à l'origine de la focaccia de la cuisine italienne. Le terme dérive du latin focus qui signifie « foyer », « endroit pour cuire ». La fougasse est assez plate, souvent sculptée à la préparation pour former plusieurs branches.
Elle permettait à l'origine au boulanger de s'assurer que le four à bois est à bonne température, avant d'enfourner son pain. C'était la première cuisson qui servait traditionnellement par la suite de casse-croûte matinal pour les apprentis boulangers.
Il existe une extrême diversité de fougasses, chaque région, ville ou même chaque famille ayant sa propre recette :
- la plupart des fougasses sont salées, elles peuvent être agrémentées de divers ingrédients (olives, lardons, anchois, fromages…) qui peuvent être soit mélangés à la préparation soit déposés à la surface du pain avant cuisson.
- ce type de préparation existe aussi sucrée, et fait partie des treize desserts de la tradition provençale. C’est une pâtisserie de ménage aveyronnaise (Rouergue) et de Lozère. La fougasse Saint-Gilloise ou fougassette de Grasse est légèrement briochée et aromatisée à la fleur d'oranger. Le Rouergue et son dialecte occitan (le rouergat utilisé assez couramment dans ce département) a gardé le terme fouace ou fouasse pour désigner ce gâteau.

Quelques exemples
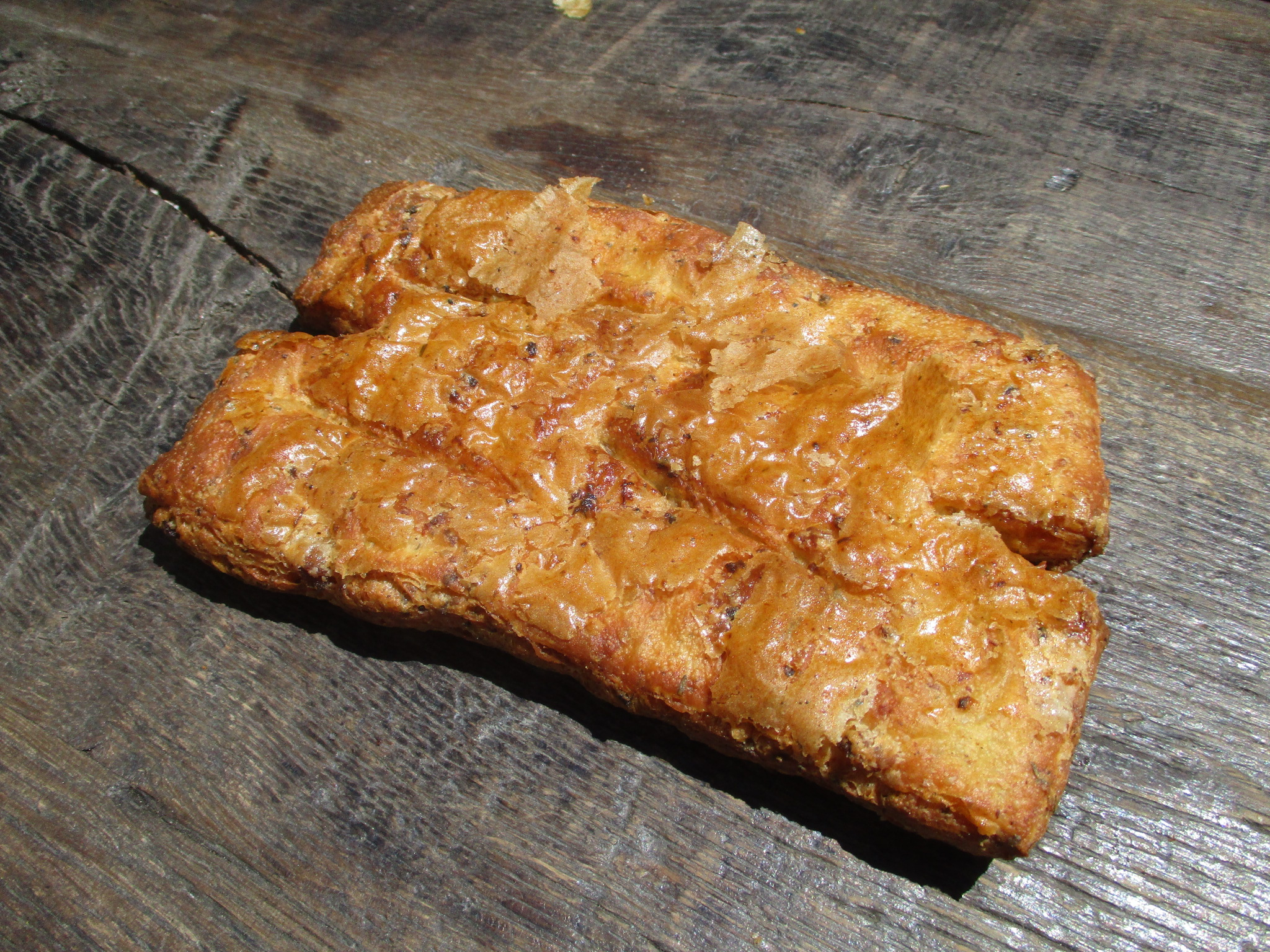
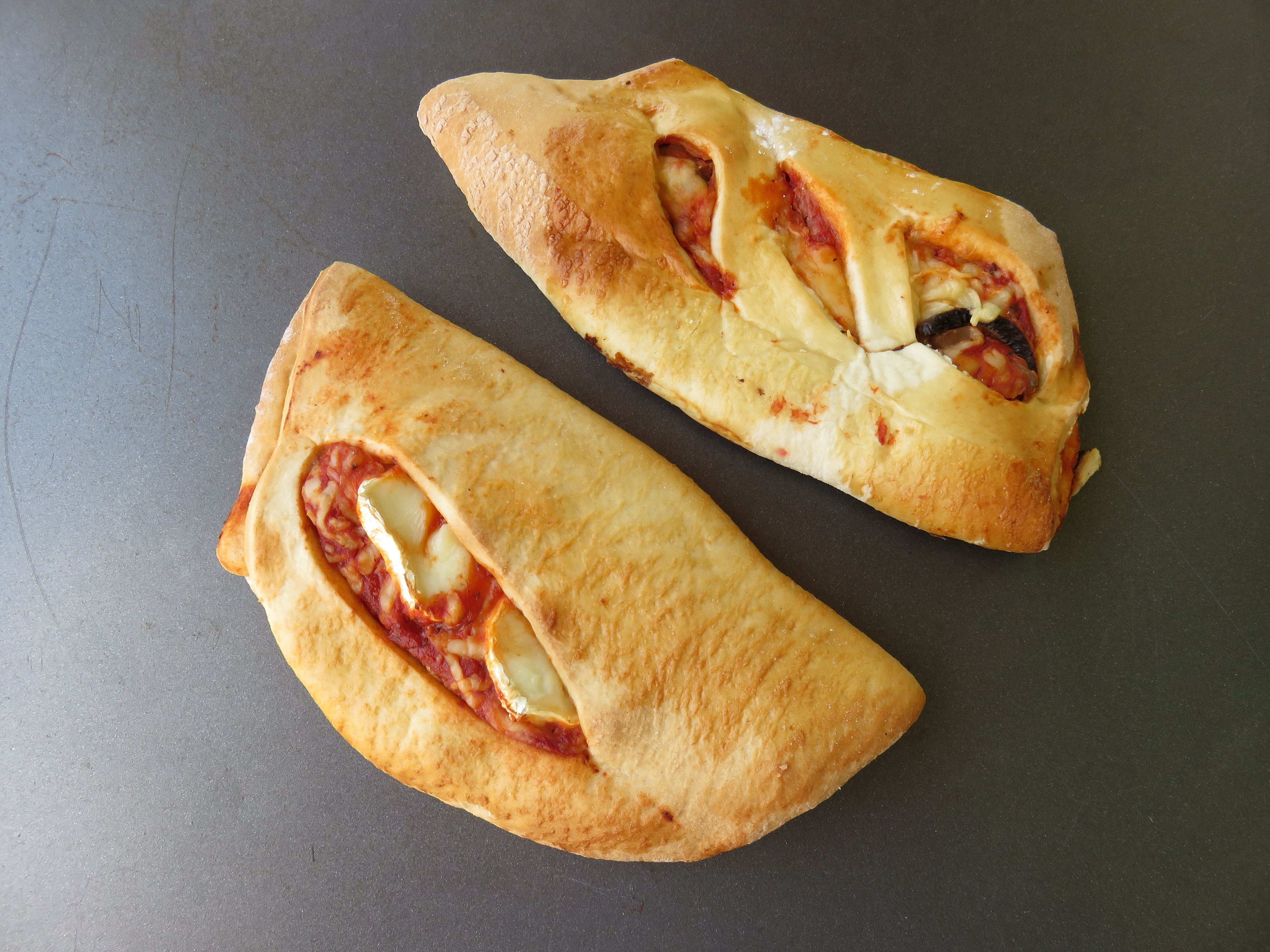
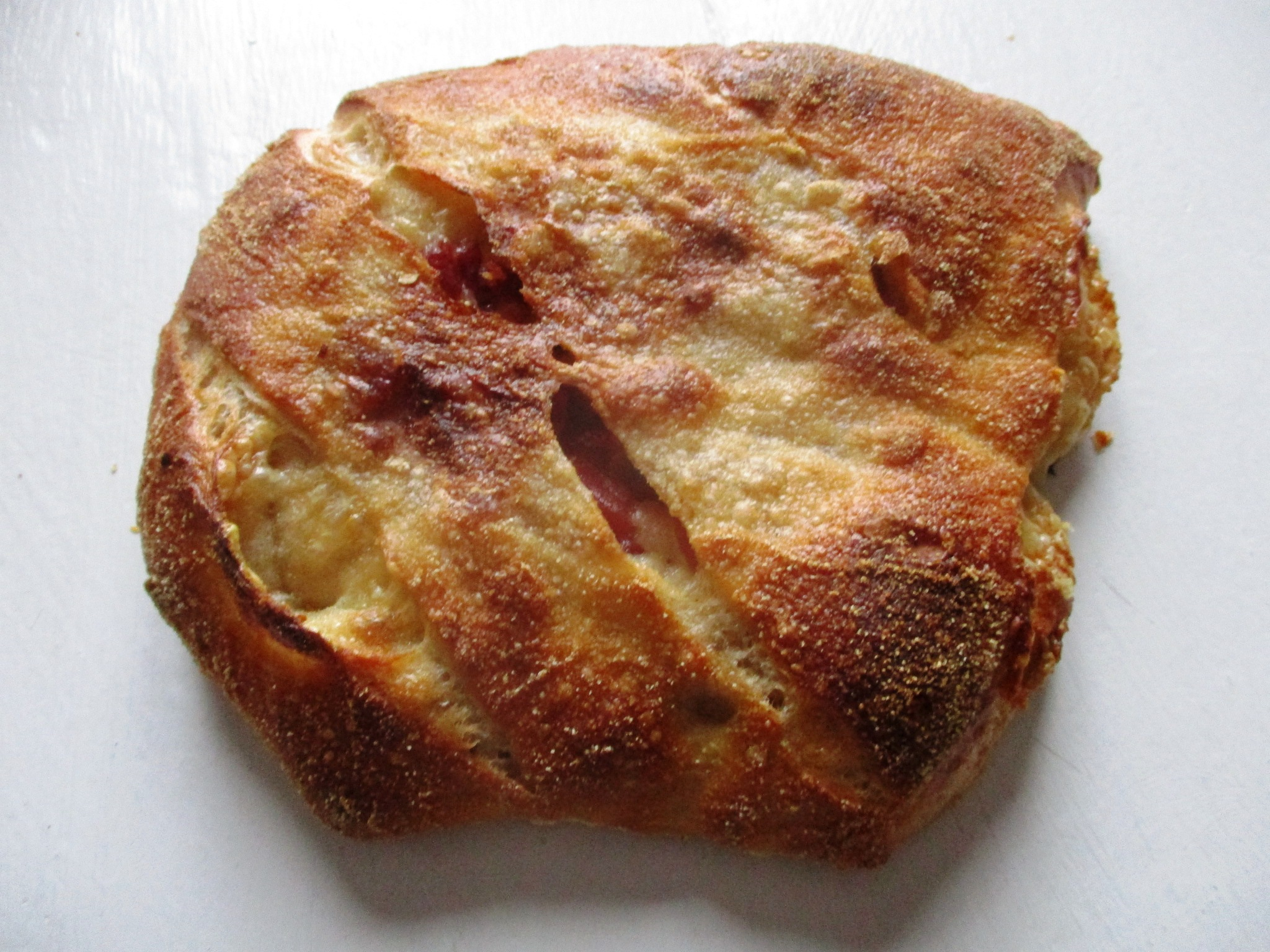
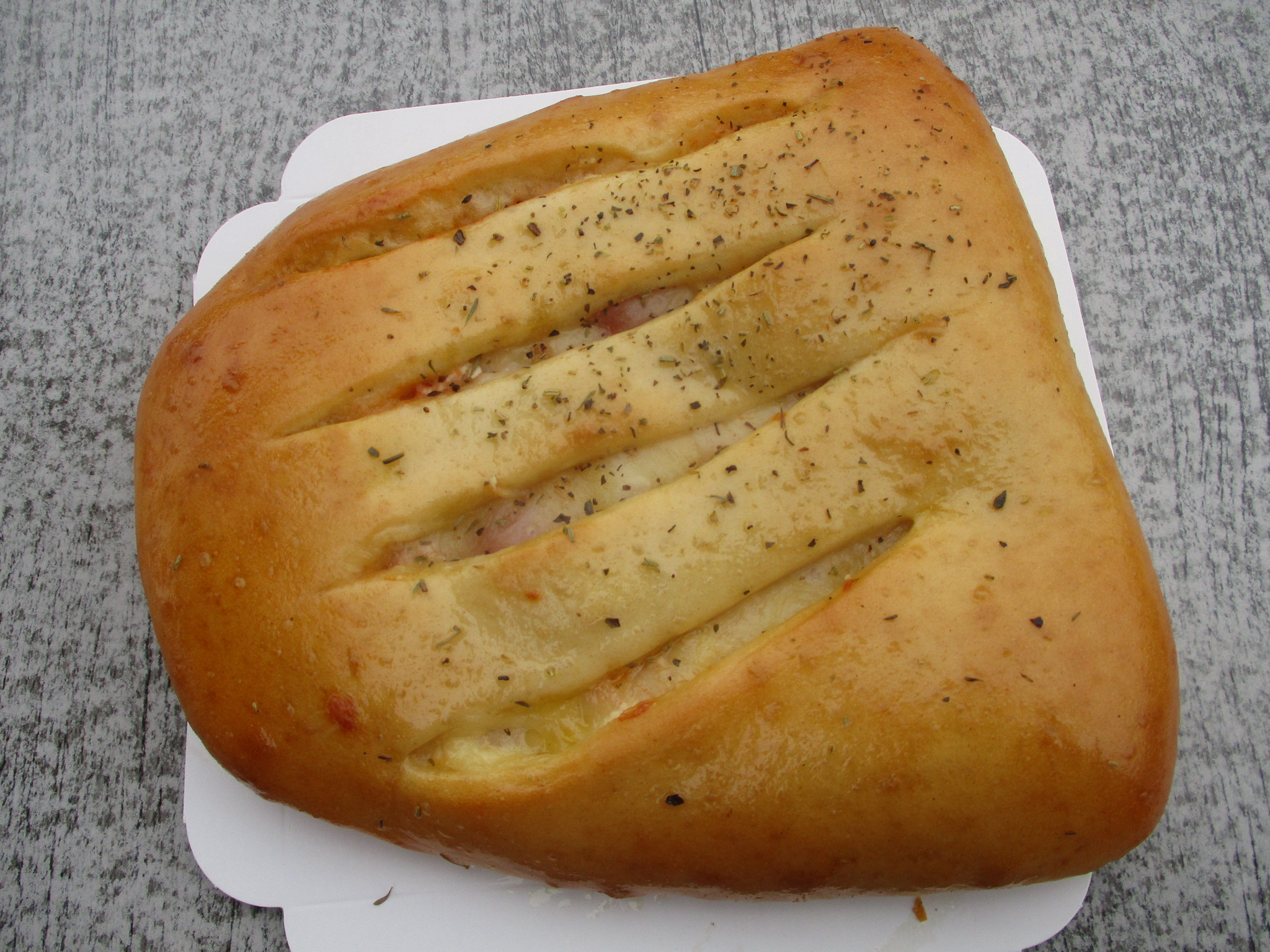
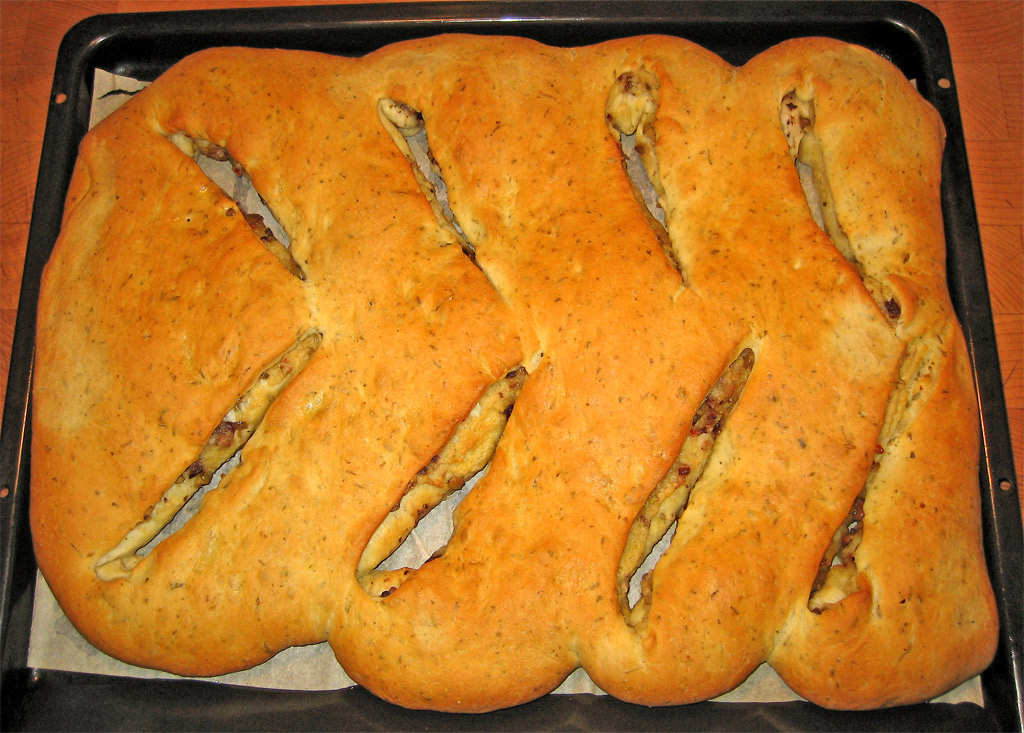
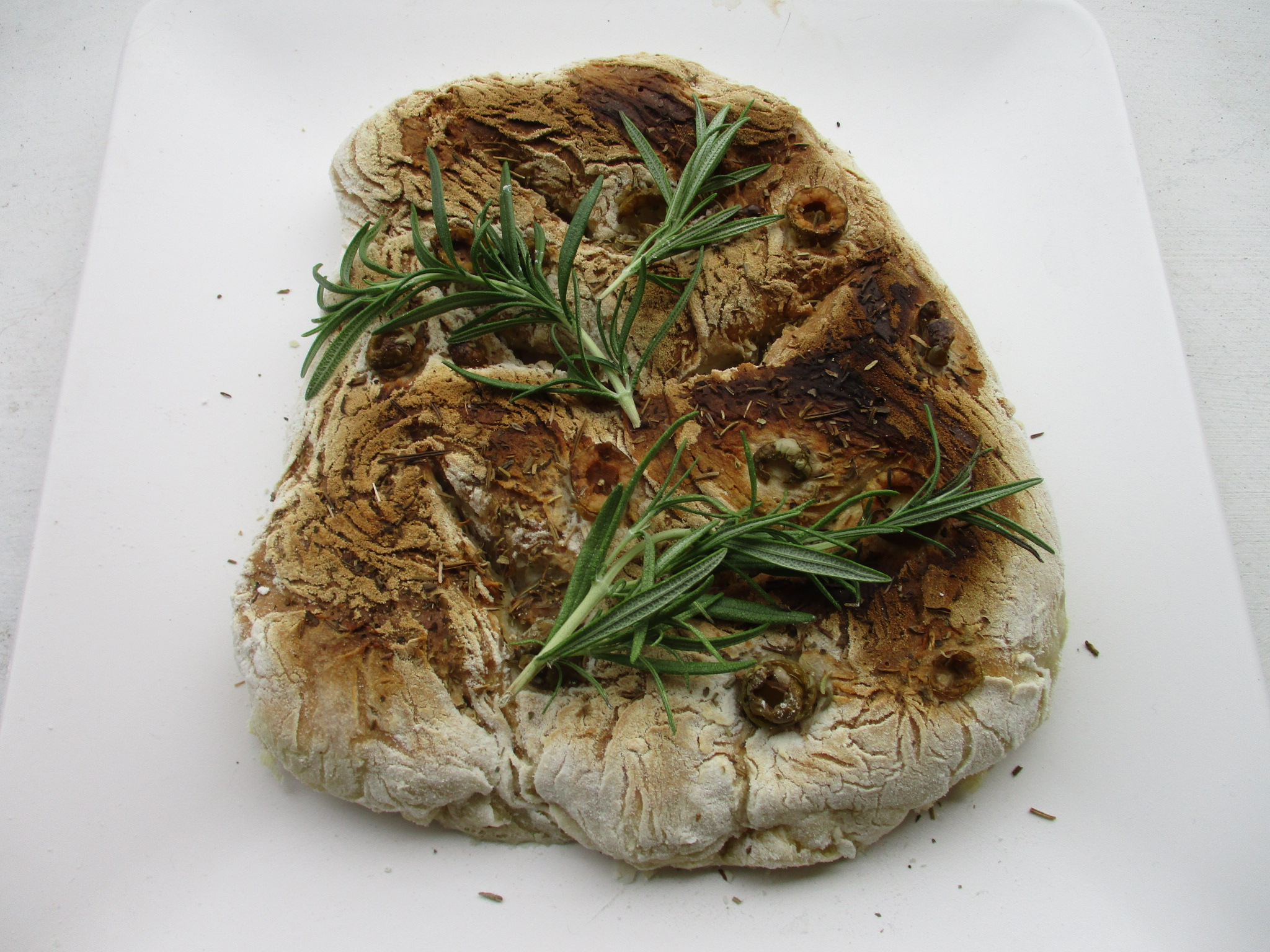
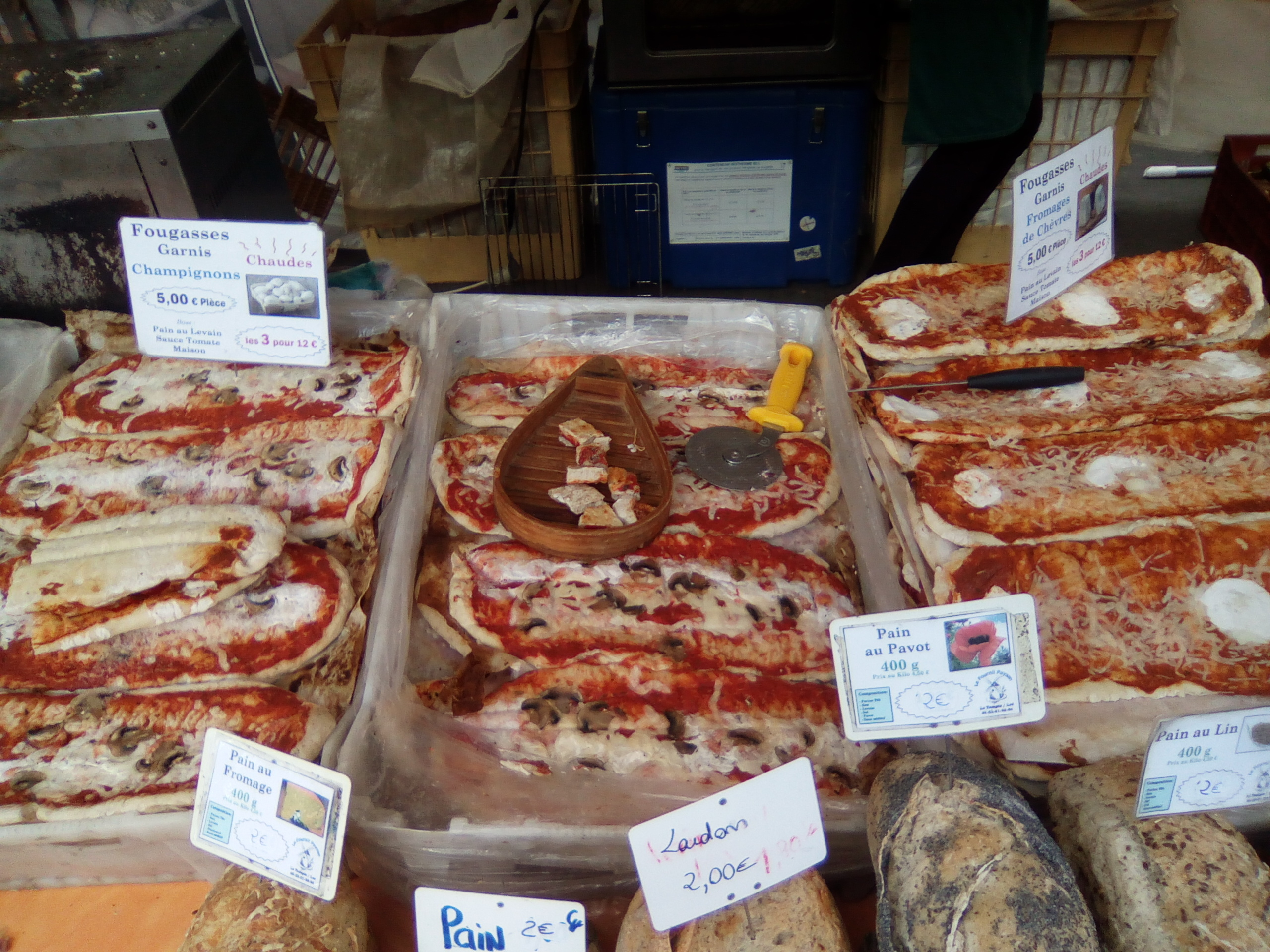
façon pizza.
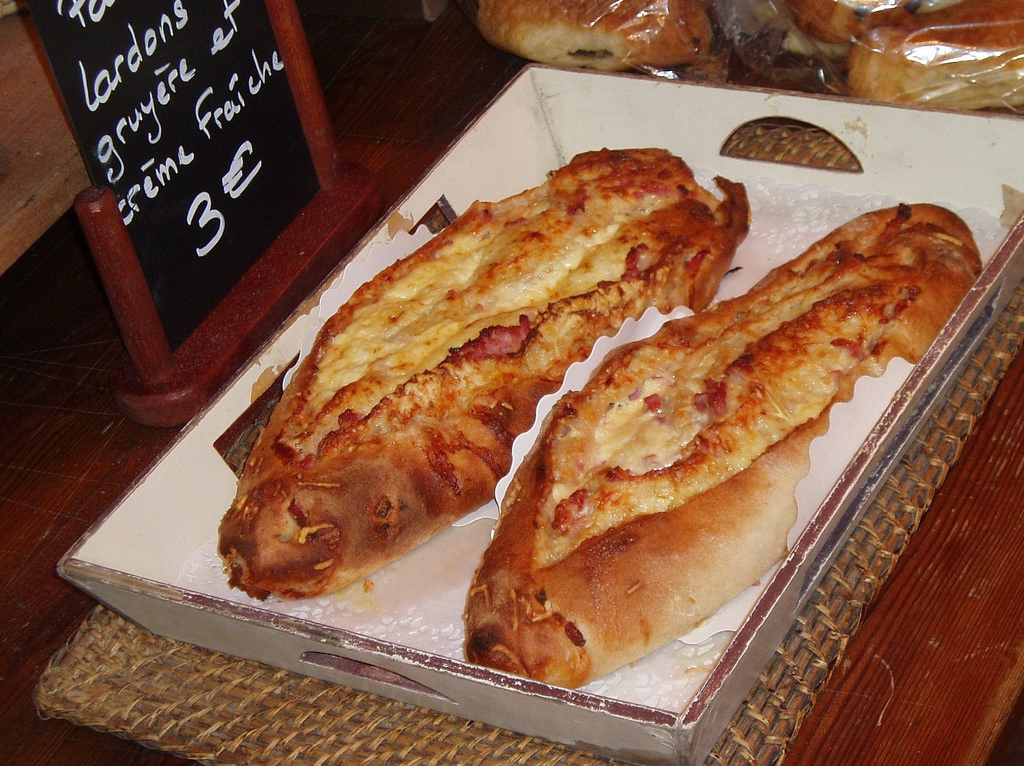
fougasse de Foix.
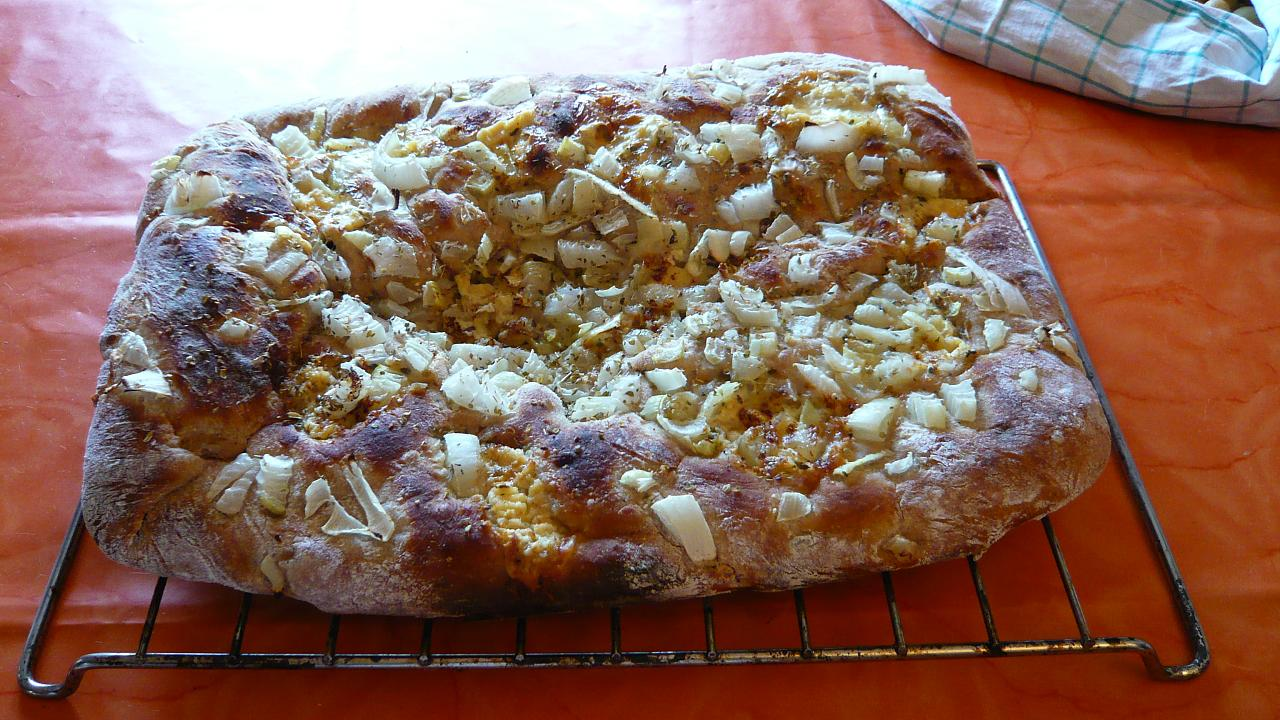
aux oignons.
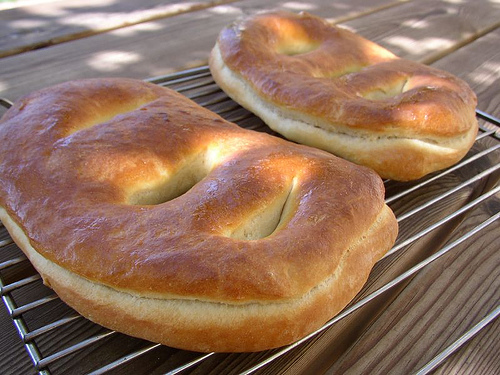
briochée à la fleur d'oranger.

## Étymologie

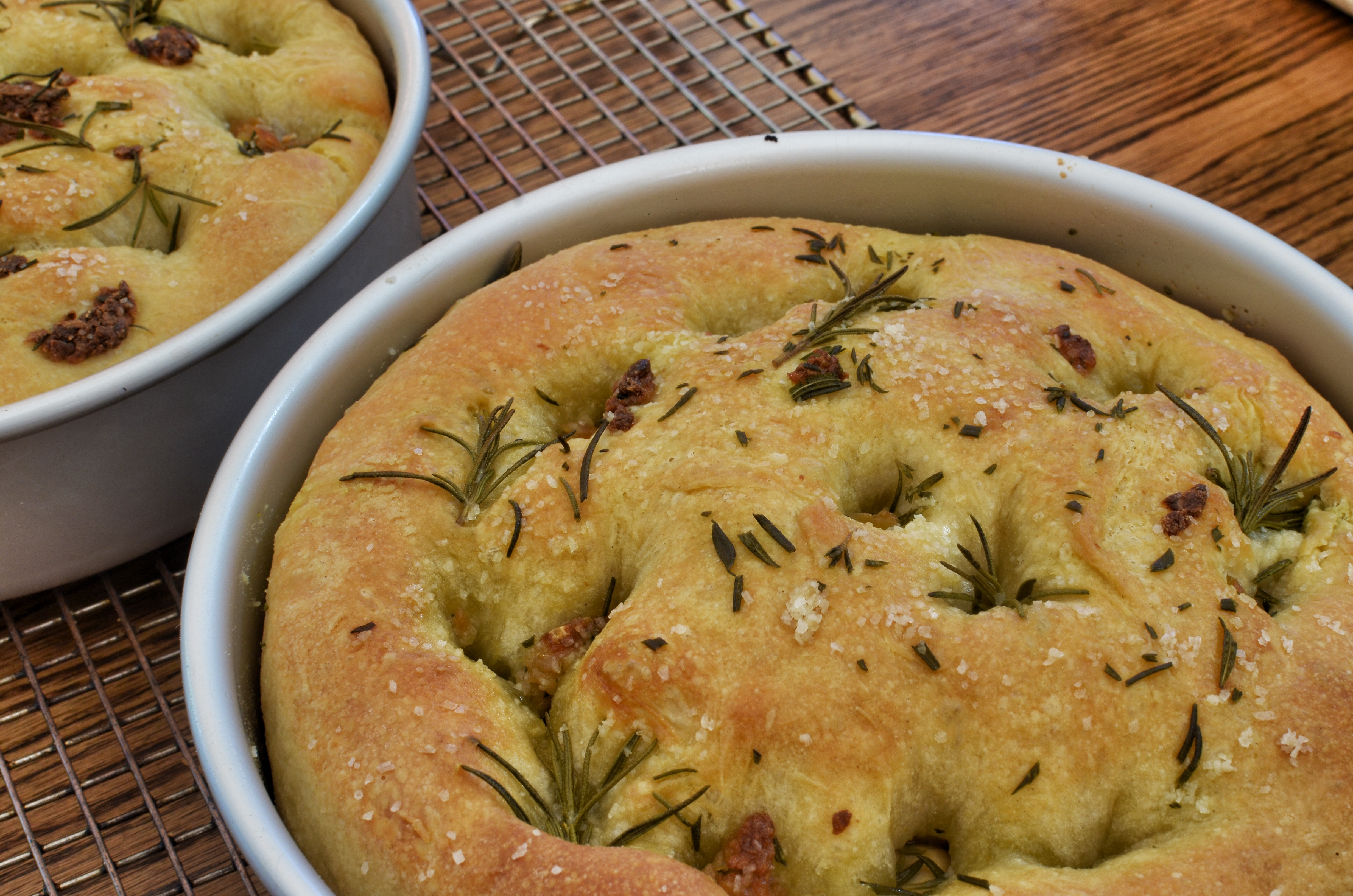
Focaccia (variante italienne)

Le nom de ce plat trouve son origine dans l'ancien occitan fogatza (terme issu d'un latin populaire *focacia, issu du neutre focacium « pain cuit sous la cendre », dérivé du latin classique focus « feu »).
L'ancien occitan fogatza est devenu fogaça en occitan moderne (selon la norme classique ; fougasso selon la graphie mistralienne) en languedocien et en provençal ; il existe également les variantes hogaça (hougasse) en gascon-béarnais et foaça (fouasso) en nord-occitan.
Cette même racine latine focacium a aussi donné les termes français fouasse ou fouace (et dialectalement : fouée plus au nord de la France), ainsi que le mot slave pogača dans les Balkans et en Europe centrale (hongrois pogácsa, turc poğaça).
Fougasse est la forme francisée du mot emprunté à la langue d'oc.

## La fougasse en Algérie
La fougasse est aussi consommée en Algérie, en particulier dans le Constantinois dans les villes d'Annaba et de Guelma. Cependant, sa farce demeure différente de la recette française. Elle est constituée d'une sauce similaire à la chakchouka agrémentée d'épices comme le ras el-hanout. Elle est vendue en boulangerie, ou par des marchands ambulants.

## Quelques variantes
- le pain, de la cuisine française ;
- la socca, de la cuisine niçoise ;
- la pizza, de la cuisine italienne ;
- la fogassa (ca), pain de la cuisine catalane ;
- la pompe à l'huile, de la cuisine provençale ;
- la pogača, un pain des Balkans et de la cuisine turque, Pogatschen (de) de la cuisine autrichienne ;
- la focaccia, de la cuisine italienne[7], généralement vendue dans des « focaccerie » (focacceria au singulier).